# Liste der Stolpersteine in Brieselang

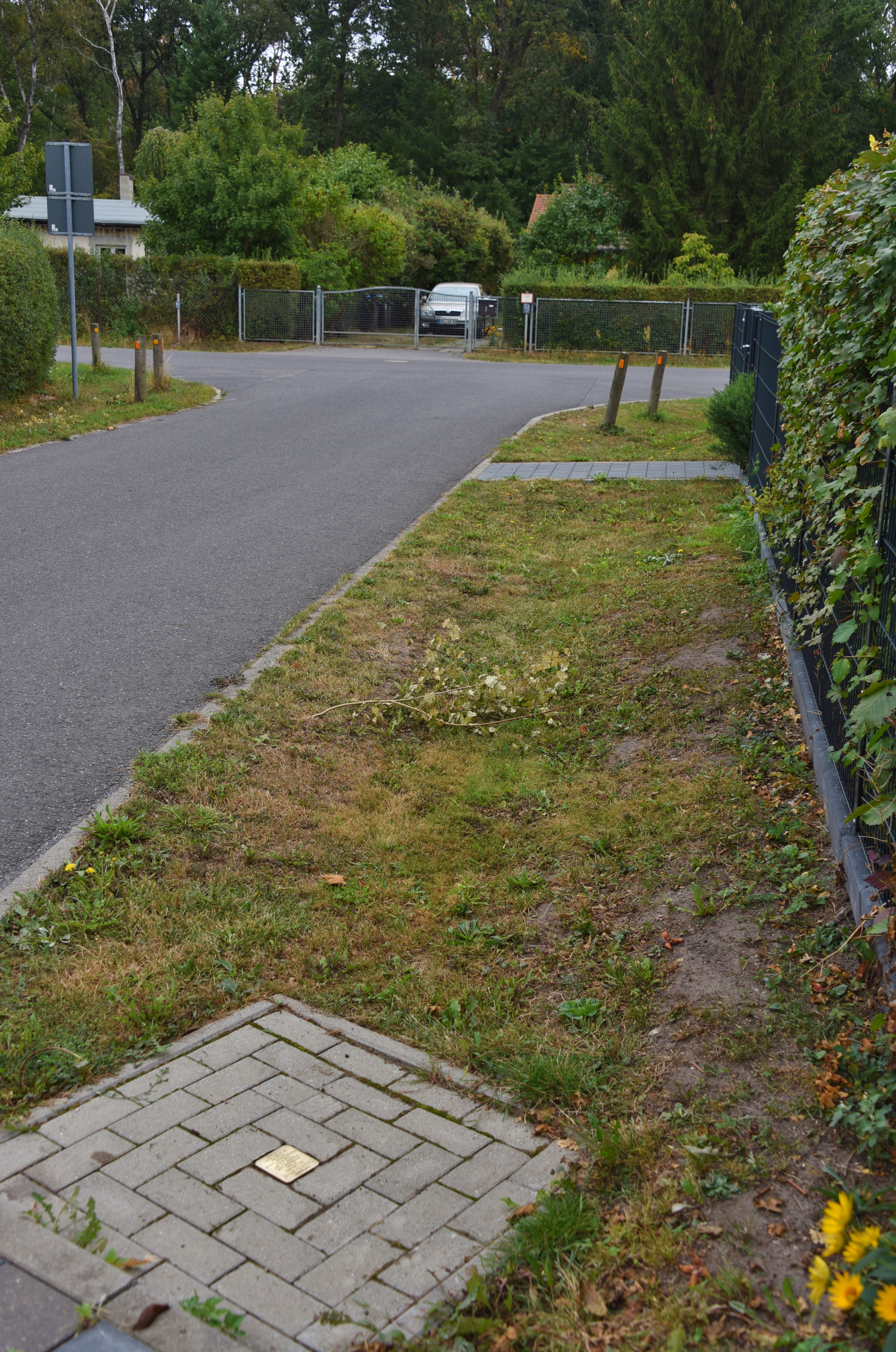
Stolperstein in Brieselang

In der Liste der Stolpersteine in Brieselang werden die Gedenksteine aufgeführt, die im Rahmen des Projektes Stolpersteine des Künstlers Gunter Demnig in Brieselang verlegt worden. Sie sind den Opfern des Nationalsozialismus gewidmet, all jenen, die vom NS-Regime drangsaliert, deportiert, ermordet, in die Emigration oder in den Suizid getrieben wurden. Demnig verlegt für jedes Opfer einen eigenen Stein, im Regelfall vor dem letzten selbst gewählten Wohnsitz.

## Verlegte Stolpersteine
In Brieselang wurden bisher zwei Stolpersteine an zwei Standorten verlegt.
| Stolperstein      | Inschrift | Verlegeort                  | Name, Leben |
| ----------------- | --- | --------------------------- | --- |
| weitere Bilder \| | HIER WOHNTE ELISABETH BETHGE GEB. HOFFMANN JG. 1905 IM WIDERSTAND / KPD VERHAFTET 4.8.1937 'HOCHVERRAT' FRAUENGEFÄNGNIS LEIPZIG ENTLASSEN / TOT AN DEN FOLGEN 6.8.1943 | Elisabeth-Bethge-Straße 2 · | Elisabeth Bethge, Jahrgang 1905, war Sekretärin in Berlin. 1926 schloss sie sich der Kommunistischen Jugendbewegung an. Auch während des sogenannten 1000-jährigen Reichs blieb sie ihren Idealen treu. Sie wurde von der Gestapo verhaftet, wegen Hochverrats angeklagt und schließlich verurteilt. Sie wurde wegen Lungenentzündung und Tuberkulose vorzeitig aus der Haft entlassen und zog sich in ihr Gartenhaus zurück. Sie starb im Alter von 38 Jahren an den Folgen der Haft. Die Straße, in der sie wohnte, wurde 2005 in Elisabeth-Bethge-Straße umbenannt. |
| weitere Bilder \| | HIER WOHNTE HELMUT RIEDEL JG. 1907 EINGEWIESEN HEILANSTALT NEURUPPIN 'VERLEGT' 26.5.1941 BERNBURG/SAALE ERMORDET 26.5.1941 AKTION T4                                   | Fichtestraße 80 ·           | Helmut Riedel wurde 1907 geboren. Er war gelernter Graveur und wurde zu einem nicht bekannten Zeitpunkt in die Heil- und Pflegeanstalt Neuruppin eingewiesen. Er wurde am 26. Mai 1941 in die Tötungsanstalt Bernburg "verlegt", wo er noch am selben Tag im Alter von 33 Jahren vom NS-Regime ermordet wurde. Er wurde ein Opfer der Aktion T4. Seine Eltern schrieben einen Brief an den Neuruppiner Anstaltsdirektor und beklagten sich bitter über die Verfahrensweise.                                                                                            |

## Verlegung
Die Verlegung erfolgte am 28. März 2015 durch den Künstler Gunter Demnig persönlich.